# Brinkburn
 (avril 2024).
Brinkburn est une paroisse civile et un village du Northumberland, en Angleterre. La population de la paroisse civile au recensement de 2011 était de 222 habitants.